# Kaltohmfeld
Kaltohmfeld ist ein Stadtteil von Leinefelde-Worbis im Landkreis Eichsfeld in Thüringen.

## Lage
Der Ort Kaltohmfeld befindet sich am Ostrand des Ohmgebirgsplateaus, etwa fünf Kilometer nordöstlich von Worbis. Kaltohmfeld ist mit knapp 500 m Höhe das höchstgelegene Dorf des Eichsfeldes.

## Geschichte
Die erste urkundliche Erwähnung fand 1418 statt. 1448 wurde in einem Lehnsbrief der Grafen von Hohnstein über das Schloss Bodenstein das Gericht Kaltohmfeld genannt, von einem Dorf war nicht mehr die Rede. Ob die erste Siedlung bereits am heutigen Standort existierte oder an einem anderen Ort, ist nicht genau bekannt. Für die Zeit Anfang des 16. Jahrhunderts wurden in einem Güterverzeichnis folgende Orte des Gerichts Bodenstein als Wüstung erwähnt: Wildungen, Seegel, Huchelheim, Kalten Ohmfeld, Kirchohmfeld, Rabolterode, Wintzingerode.
Im ersten Drittel des 16. Jahrhunderts war Kaltohmfeld eine Wüstung. Unter Anna von Wintzingerode wurde eine Neubesiedlung begonnen. 1545 wurde von einer Gerichtsverhandlung zu Kaltohmfeld unter der Linde berichtet. In einer historischen Karte aus dem Jahre 1545 ist eine erste detaillierte Bebauung von Kaltohmfeld nachweisbar. 1573 kamen die Bewohner Kaltohmfelds unter Mainzer Verwaltung, behielten aber wegen der engen Bindungen an die spätere Grafenfamilien von Wintzingerode den protestantischen Glauben. 1588 wurde die evangelische Kirche „Johannes der Täufer“ am Rande des Dorfes erbaut, die 1655 abgerissen und neu errichtet wurde. Später wurde Kaltohmfeld Ortsteil von Kirchohmfeld.

## Politik
Ortsteilbürgermeister von Kaltohmfeld ist seit Juni 2019 Ramon Krohn (parteilos).

## Militär
Bis etwa 1993 befand sich nördlich des Dorfes auf dem Birkenberg eine sowjetische Funkpeilstation.